# Судзуки, Кэйити (конькобежец)
Кэйити Судзуки (яп. 鈴木 恵一; 10 ноября 1942, Карафуто, Японская империя — 21 января 2025, Токородзава, Сайтама) — японский конькобежец, специализирующийся в спринте. Участник зимних Олимпийских игр 1964, 1968 и 1972 годов, серебряный призёр чемпионата мира, 3-кратный рекордсмен мира, 13-кратный рекордсмен Японии.

## Биография
Родился в Южном Сахалине, когда эта часть острова входила в состав Японии. После окончания войны в 1945 году, он маленьким ребёнком, вместе с родителями переехал в Аомори, а в 5 лет переехал в Томакомай на острове Хоккайдо, где находилась штаб-квартира компании «Oji Paper Co., Ltd». Впервые встал на коньки в возрасте 13 лет и начал играть в хоккей в 6-м классе начальной школы. Вскоре он обнаружил интерес к соревнованиям, когда выиграл соревнование по конькобежному спорту между классами в своих хоккейных коньках.
Он стал известен в Японии, когда учился в престижной Технической средней школе конькобежного спорта Томакомай. В 1960 году он выиграл титул на дистанции 1500 метров, а в 1961 году выиграл бег на 500 и 1500 метров на чемпионате средних школ. Летом играл в бейсбол, регби, футбол. В том же году стал участвовать на Всеяпонском чемпионате в многоборье. После окончания учёбы он получил предложения от многих университетов, но в итоге выбрал «Oji Paper Co., Ltd», где работал его отец. Однако через год, в 62-м, он ушёл из компании, чем обрадовал своих родителей.
В 1962 году Судзуки поступил в Университет Мэйдзи в Токио, и вступил в конькобежный клуб. Через два года он покинул сборы и тренировался один на Национальном стадионе, чтобы укрепить свои мышцы. В феврале 1964 года участвовал на своих первых зимних Олимпийских играх в Инсбруке и в забеге на 500 метров занял 5-е место со временем 40,7 сек, уступив троим соперникам всего 0,1 сек. В беге на 1500 метров финишировал только 31-м. Через месяц дебютировал на чемпионате мира в классическом многоборье, где занял 26-е место, заняв при этом 1-е место на 500 метров.
Через год вновь был первым в забеге на 500 метров на чемпионате мира в Осло, но в итоге остался на 31-м месте в сумме многоборья. Хотя в 1966 году он финишировал вторым на чемпионате мира в Гётеборге, в 1967 году в Осло он снова поднялся на вершину подиума в беге на 500 метров, но в многоборье был соответственно 27-м и 31-м. В конце января 1968 года выиграл международные соревнования, проходившие в Инцелле, установив новый мировой рекорд со временем 39,3 секунд и стал первым японцем, установившим мировой рекорд в беге на 500 метров среди мужчин.
В феврале на зимних Олимпийских играх в Гренобле перед стартом на дистанции 500 метров Судзуки обнаружил скол на коньке, который нормально не смог заточить, и в итоге пришёл только 8-м. В забеге на 1500 метров занял 31-е место. Следом на чемпионате мира в Гётеборге вновь стал первым в беге на 500 м, а многоборье занял последнее 35-е место. В марте на катке Каруидзавы Кэйити участвовал в матчевой гонке с Германией и первом заезде установил новый мировой рекорд со временем 39,2 секунды.
На чемпионате мира 1969 года и чемпионате мира 1970 года он занял соответственно 27-е и 33-е места. В том же году участвовал на первом чемпионате мира в спринтерском многоборье в Уэст-Аллисе, где сразу стал серебряным призёром, уступив только советскому спортсмену Валерию Муратову. В 1970 году в Инцелле он установил новый мировой рекорд — 38,50 сек. На чемпионате мира в спринтерском многоборье в 1971 году Судзуки финишировал 8-м. В феврале 1972 года на домашних зимних Олимпийских играх в Саппоро в забеге на 500 метров занял 19-е место. После чего завершил карьеру, страдая от болей в пояснице.

## Личная жизнь
Кэйити Судзуки окончил Университет Мэйдзи в Токио на факультете политологии и экономики в 1967 году. После карьеры спортсмена присоединился к команде профессионального бейсбола «Seibu Lions» в качестве штатного специалиста по связям с общественностью команды. С 1966 по 2013 год был тренером в Университета Мэйдзи, а в 1993 году занял должность директора в клубе конькобежного спорта Университета. На играх в Нагано в 1998 году Судзуки работал в качестве комментатора. С 2005 года он был директором Федерации конькобежного спорта Японии и Олимпийского комитета Японии. На Олимпийских играх 2006 года в Турине он руководил спортсменами в качестве тренера сборной Японии по конькобежному спорту. В конце концов, на Играх в Ванкувере 2010 года он был генеральным менеджером сборной Японии и отвечал за олимпийскую сборную. В последние годы он работал в Федерации конькобежного спорта Японии.
Умер 21 января 2025 года в возрасте 82 лет в больнице города Токородзава, префектура Сайтама, от почечной недостаточности.